# Staro Orjachovo
Staro Orjachovo (bulgariska: Старо Оряхово) är ett distrikt i Bulgarien.   Det ligger i kommunen Obsjtina Dolni tjiflik och regionen Oblast Varna, i den östra delen av landet, 400 km öster om huvudstaden Sofia.
I omgivningarna runt Staro Orjachovo växer i huvudsak lövfällande lövskog. Runt Staro Orjachovo är det ganska glesbefolkat, med 21 invånare per kvadratkilometer.